# 武埃兹河畔尚邦
武埃兹河畔尚邦（法語：Chambon-sur-Voueize，法語發音：[ʃɑ̃bɔ̃ syʁ vwɛz]）是法国克勒兹省的一个市镇，属于欧比松区。

## 地理
武埃兹河畔尚邦（46°11'21"N, 2°25'30"E）面积33.58 平方千米，位于法国新阿基坦大区克勒兹省，该省份为法国中部省份，位于法國中央高原西北部，北起安德尔省和谢尔省，西接维埃纳省，南至科雷兹省，东临多姆山省，东北与阿列省接壤。
与武埃兹河畔尚邦接壤的市镇（或旧市镇、城区）包括：比德利耶尔、埃沃莱班、莱波、吕萨、萨纳、塔尔德、维耶尔萨。

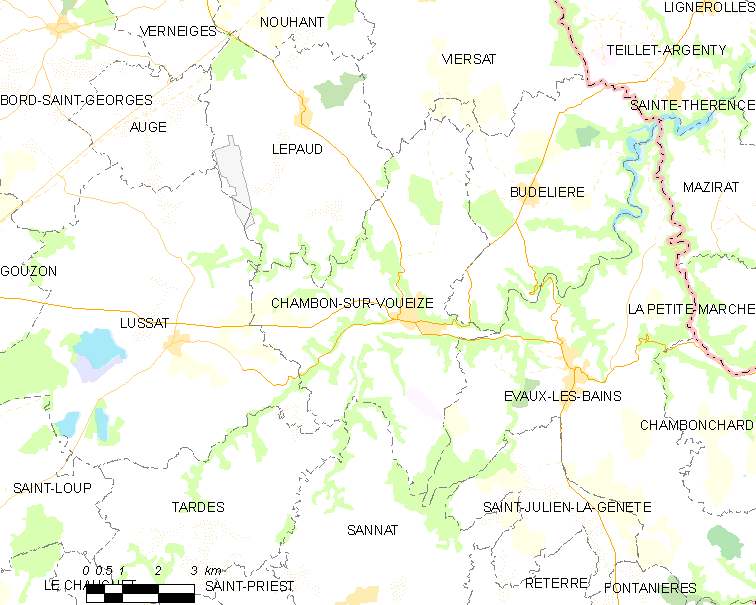
武埃兹河畔尚邦的OSM定位图

武埃兹河畔尚邦的时区为UTC+01:00、UTC+02:00（夏令时）。

## 行政
武埃兹河畔尚邦的邮政编码为23170，INSEE市镇编码为23045。

## 政治
武埃兹河畔尚邦所属的省级选区为埃沃莱班县。

## 人口

1962-2008年间武埃兹河畔尚邦人口变化图示

武埃兹河畔尚邦于2022年1月1日时的人口数量为827人。